# Molise
Molise este o regiune din Italia, o fostă parte a regiunii "Abruzzi e Molise" (împreună cu Abruzzo) și acum o entitate separată.

## Provincii

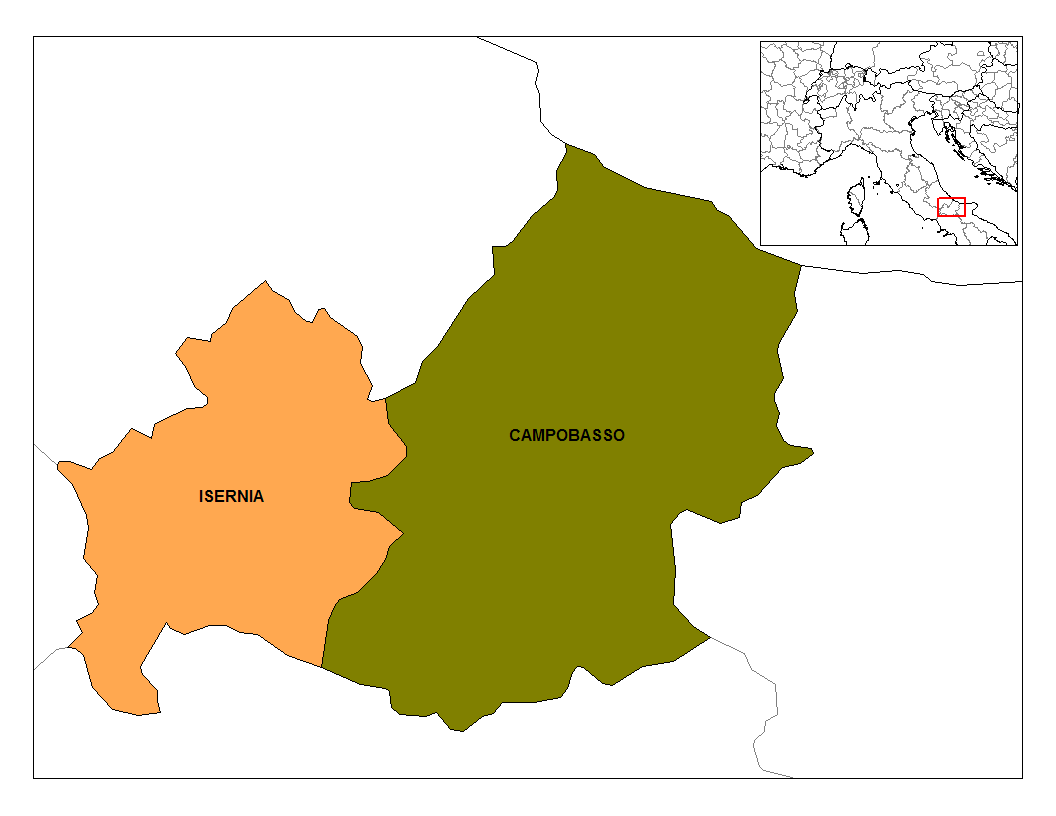
Harta provicniilor regiunii Molise

- Campobasso
- Isernia